# Peter Weingartner
Peter Weingartner (* 24. Januar 1954 in Luzern) ist ein Schweizer Schriftsteller und Hörspielautor.

## Leben und Werk
Peter Weingartner war nach Abschluss seiner Ausbildung als Sekundarlehrer bis 2017 als Lehrer tätig. Er lebt als Schriftsteller und pensionierter Sekundarlehrer in Triengen im Kanton Luzern. Er ist verheiratet und Vater von drei erwachsenen Kindern. Seit 1982 sind von ihm mehrere Romane erschienen. Bekannt wurde er durch die Krimireihe um den Ermittler Anselm Anderhub. Seit 1982 schreibt Weingartner ausserdem Hörspiele für Radio SRF und Radio Bremen.
Weingartner ist Mitglied des Vereins Krimi Schweiz.

## Werke
- De Stücklibrünzler: Lustspiel in vier Akten. Theaterverlag Elgg, Belp 1997
- Stühle im Zug: Geschichten aus dem Innern des Landes. Brunner, Kriens/Luzern 2006, ISBN 978-3-03727-013-4.
- Der Lichtermann: Kurzgeschichten. Edition 8, Zürich 2009, ISBN 978-3-85990-147-6.
- Rosa grast am Pannenstreifen: ein Blues in 24 Takten.  Edition 8, Zürich 2015, ISBN 978-3-85990-249-7.
- Sisyphos’ Kinder: ein Alphabet der Sehnsucht. Edition 8, Zürich 2018, ISBN 978-3-85990-341-8.
- Iise-Max: eine Tragikmödie zum «Sträggele Mythos». Theaterverlag Elgg, Belp 2018
- Derniere. Edition 8, Zürich 2019, ISBN 978-3-85990-376-0.
- Gansabhauet. Edition 8, Zürich 2020, ISBN 978-3-85990-397-5.
- Familienspiel. Edition 8, Zürich 2021, ISBN 978-3-85990-428-6.
- Vollmondhonig. Edition 8, Zürich 2022, ISBN 978-3-85990-461-3.
- Knorpel. Edition 8, Zürich 2023, ISBN 978-3-85990-496-5.

## Hörspiele (Auswahl)
- 1999: De Hueber – Regie: Geri Dillier (Original-Hörspiel, Mundarthörspiel – DRS)
- 2001: Chnebelgrinde: De Iise-Moritz – Regie: Geri Dillier (Originalhörspiel, Mundarthörspiel – DRS)
- 2003: De Iesen-Moritz. Niederdeutsches Hörspiel – Bearbeitung und Regie: Hans Helge Ott (Originalhörspiel, Kurzhörspiel, Mundarthörspiel – RB/NDR)
- 2006: Chnebelgrinde: Stübi Müüs und Rosa – Regie: Geri Dillier (Originalhörspiel, Mundarthörspiel – DRS)
- 2007: Dat Weltgesetz. Niederdeutsches Hörspiel – Regie: Hans Helge Ott (Originalhörspiel, Mundarthörspiel – RB/NDR)
- 2007: Teilete – Regie: Geri Dillier (Originalhörspiel, Mundarthörspiel – DRS)
- 2008: Schwäfu – Regie: Reto Ott (Originalhörspiel, Mundarthörspiel – DRS)
- 2008: Schreckmümpfeli: Der Totenschein – Regie: Anina Barandun (Originalhörspiel – DRS)
- 2009: Twüschen Heven un Eer. (1. Teil: Op de Trepp – 2. Teil: De Dodenschien – 3. Teil: Stramme Stickels) Niederdeutsches Hörspiel – Übersetzung, Redaktion und Regie: Hans Helge Ott (Originalhörspiel, Mundarthörspiel – RB/NDR)
- 2011: Mugge im Muul – Regie: Margret Nonhoff (Originalhörspiel, Mundarthörspiel – DRS)
- 2012: Couscous und Röschti – Regie: Geri Dillier (Originalhörspiel, Mundarthörspiel – SRF)
- 2017: Fasch es Fescht – Dramaturgie und Regie: Reto Ott (Originalhörspiel – SRF)
- 2020: Schreckmümpfeli: Das Kapital – Regie: Päivi Stalder (Originalhörspiel – SRF)
- 2021: Herrgottsbetong – Regie: Päivi Stalder (Originalhörspiel – SRF)

## Auszeichnungen
- Das Hörspiel Fasch es Fescht war 2018 für den Prix Europa nominiert.[3]
- Der Roman Gansabhauet stand 2020 auf der Shortlist des Schweizer Krimipreises.[3]
- Schweizer Krimipreis 2023 (2. Preis für Vollmondhonig)